# Warrenton (Virginia)

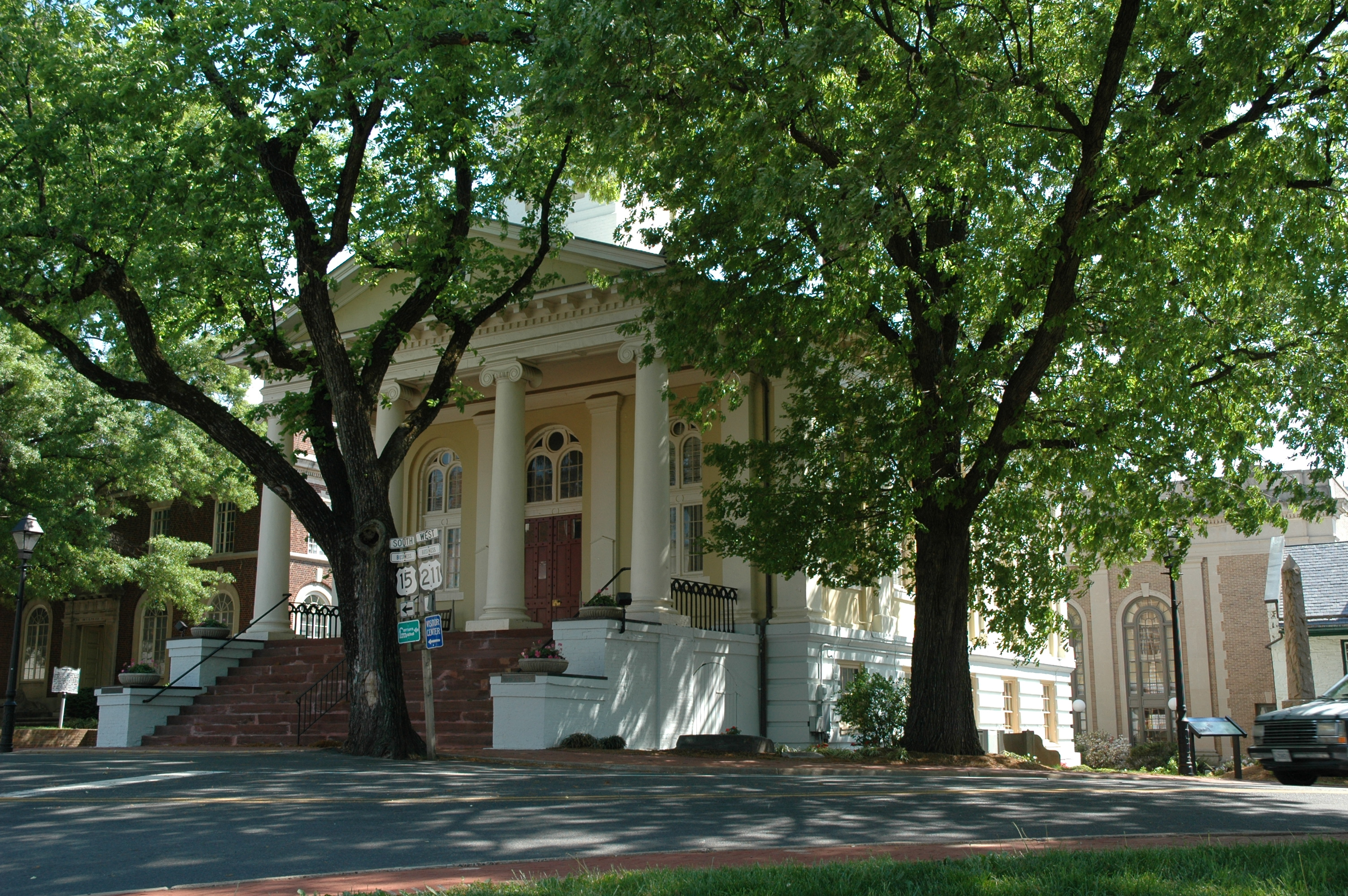
Courthouse

Warrenton is een plaats (town) in de Amerikaanse staat Virginia, en valt bestuurlijk gezien onder Fauquier County. Het stadje is gesticht in 1810 en vernoemd naar Joseph Warren, door Amerikanen beschouwd als een held uit de Amerikaanse Onafhankelijkheidsoorlog.

## Demografie
Bij de volkstelling in 2000 werd het aantal inwoners vastgesteld op 6670.
In 2006 is het aantal inwoners door het United States Census Bureau geschat op 8733, een stijging van 2063 (30,9%).

## Geografie
Volgens het United States Census Bureau beslaat de plaats een oppervlakte van
11,0 km², geheel bestaande uit land. Warrenton ligt op ongeveer 159 meter boven zeeniveau.

## Plaatsen in de nabije omgeving
De onderstaande figuur toont nabijgelegen plaatsen in een straal van 20 km rond Warrenton.